# Châteauneuf-du-Rhône
Châteauneuf-du-Rhône è un comune francese di 2 333 abitanti situato nel dipartimento della Drôme della regione dell'Alvernia-Rodano-Alpi.

## Società

### Evoluzione demografica
Abitanti censiti